# フットライト・パレード
『フットライト・パレード』（Footlight Parade）は、1933年のアメリカ合衆国のプレコードのミュージカル映画。
ジェームズ・キャグニー、ジョーン・ブロンデル、ルビー・キーラー、ディック・パウエルが主演し、フランク・マクヒュー、ガイ・キビー、ヒュー・ハーバート、ルース・ドネリーが助演した。ロバート・ロードとピーター・ミルンのストーリーを基にマニュエル・セフとジェイムズ・セイモアが脚本を執筆し、ロイド・ベーコンが監督、バスビー・バークレーがミュージカルシーンの振付および監督を務めた。楽曲は「By a Waterfall」、「Honeymoon Hotel」、「上海リル」を含み、ハリー・ウォレン(作曲)、アル・ダビン(作詞)、サミー・フェイン(作曲)、アーヴィング・カール(作詞) が手がけた。
1992年、アメリカ議会図書館により文化的、歴史的、審美的に優れているとしてアメリカ国立フィルム登録簿に選出された。

## あらすじ
チェスター・ケント(ジェームズ・キャグニー)はブロードウェイ・ミュージカルの演出家としてのキャリアを諦め、映画館で上映前に上演されるプロローグの演出をすることとなる。アメリカ中の映画館で需要のある膨大な数のプロローグが次々と舞い込み、同僚たちからプレッシャーをかけられるが、身近に情報を漏らす者がいるらしくアイデアをライバルにどんどん盗まれ仕事はハードになっていく。あまりにも忙しすぎて、事務員のナン(ジョーン・ブロンデル)がケントに恋していること、ナンが身を粉にしてケントに尽くしていることに気づかない。
チェーン展開しているアポリナリス映画館の大きな契約話が舞い込むが、契約を締結するには一晩で3つの別々の劇場で豪華なプロローグを上演しアポリナリス氏(ポール・ポルカシ)に印象付ける必要がある。ケントの3曲の振付やリハーサルの様子が漏れるのを防ぐためにケントおよびスタッフたちは缶詰めとなる。ケントは自身とビーのダンスによる「Honeymoon Hotel」、Human Waterfallで知られる「By a Waterfall」、「上海リル」を演出する。

## 登場人物

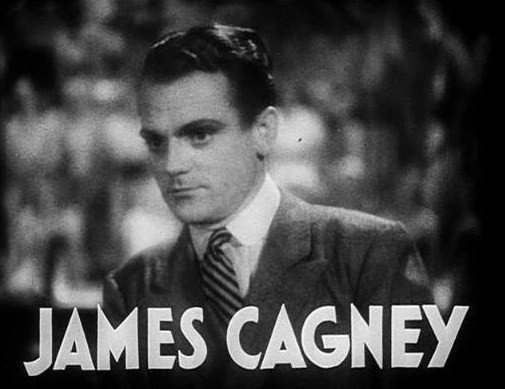
ジェームズ・キャグニー
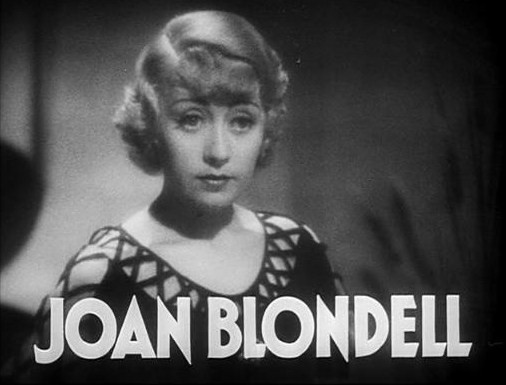
ジョーン・ブロンデル
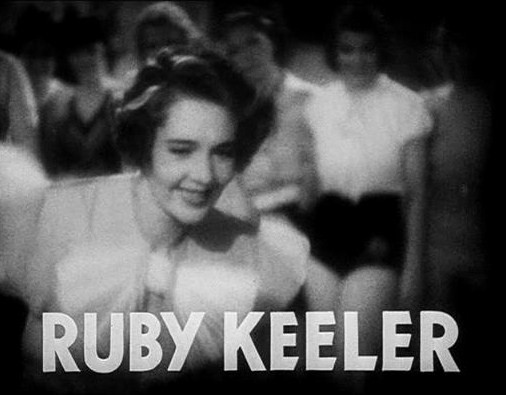
ルビー・キーラー
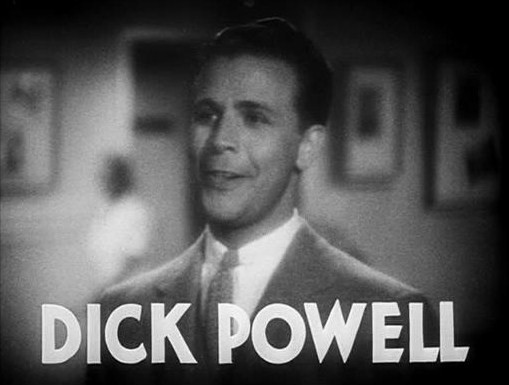
ディック・パウエル
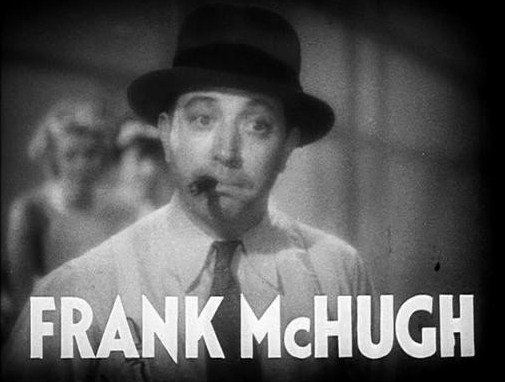
フランク・マクヒュー
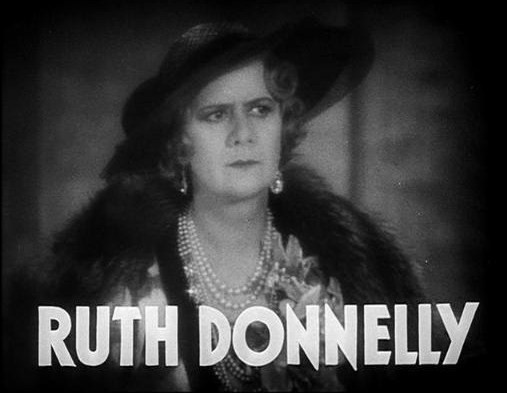
ルース・ドネリー
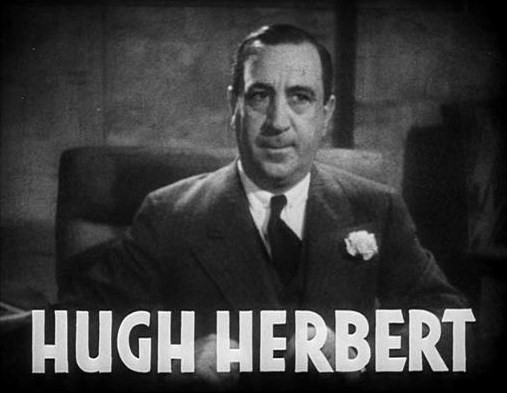
ヒュー・ハーバート
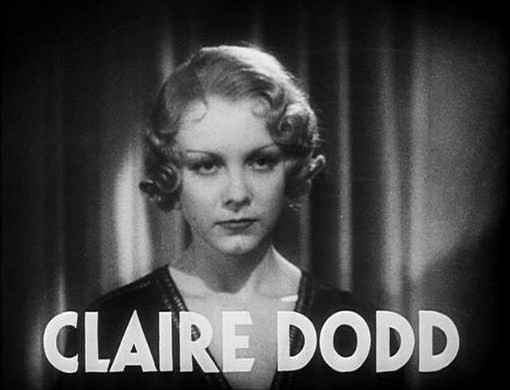
Claire Dodd

- ジェームズ・キャグニー as チェスター・ケント(プロローグのミュージカルを演出)
- ジョーン・ブロンデル as ナン・プレスコット(ケントの事務員)
- ルビー・キーラー as ビー・ソーン(ダンサーから事務員となりダンサーに戻る)
- ディック・パウエル as スコット・ブレア(グールド夫人の保護下にある若い俳優)
- フランク・マクヒュー as フランシス(ダンス監督)
- ルース・ドネリー as ハーネット・バワーズ・グールド(プロデューサーの妻)
- ガイ・キビー as サイラス・グールド(プロデューサー)
- ヒュー・ハーバート as チャールズ・バワーズ(グールド夫人の兄弟で検閲官)
- クレア・ドッド as ヴィヴィアン・リッチ(ナンの元友人。ゴールドディギングで成功。ナンによると波乱万丈の過去を持つ)
- ゴードン・ウェスコット as ハリー・トンプソン(ケントのアシスタント)
- アーサー・ホール as アル・フレイザー(プロデューサー)
- レネー・ホイットニー as シンシア・ケント(ケントの強欲な妻)
- ポール・ポルカシ as ジョージ・アポリナリス(チェーン映画館のオーナー)
- バーバラ・ロジャース as グレイシー(ケントのダンサーでスパイ)
- フィリップ・ファヴァシャム as ジョー・バーリントン(グールド夫人の保護下にある若い俳優)
- ハーマン・ビング as フランク(音楽監督)
- ビリー・バーティ as プロローグのネズミ役、少年役
- ホバート・カヴァナー as Title-Thinkerupper
- ジョージ・チャンドラー as 薬剤師

注釈:
- ドロシー・ラムーア、ヴィクトリア・ヴィントン、アン・サザーン、リン・ブラウニングがコーラス・ガールの一員として出演した。ラムーアにとって映画デビュー作となった[9]。
- ジョン・ガーフィールドがクレジット無しで「上海リル」のシーンで映画デビューしたとされることがある[9]。2003年のターナー・クラシック・ムービーズのドキュメンタリー「ジョン・ガーフィールド・ストーリー」でこれを否定し、複数の経歴表によるとこの時ニューヨークにおり、その後、舞台版『巨人登場（英語版）』再演の巡業でシカゴに行っていた[10][11]。
- 冒頭で短時間映る映画はジョン・ウェイン主演の『討伐隊（英語版）』である。一緒に映っているのはフランク・マクヒューとされるが定かではない。

## 使用楽曲

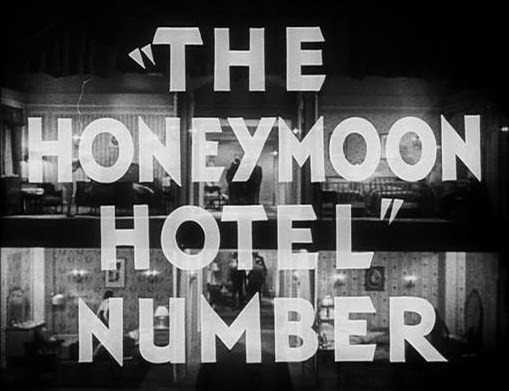
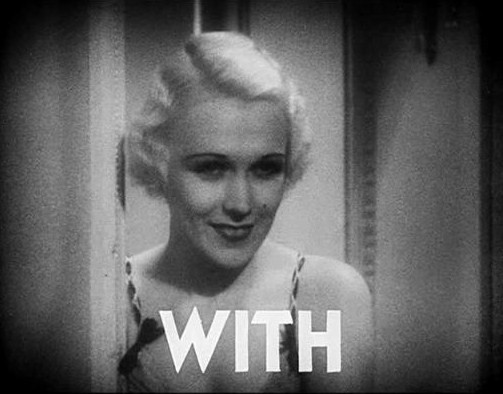
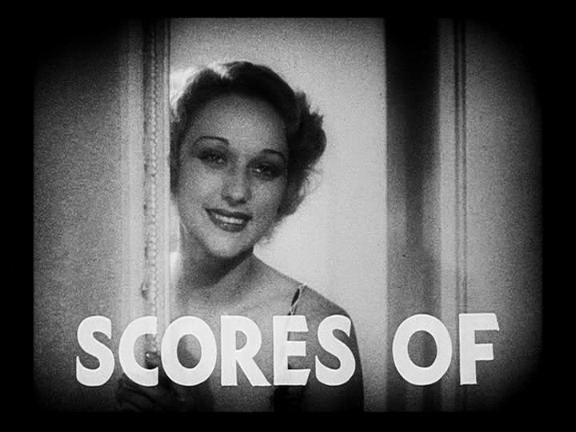
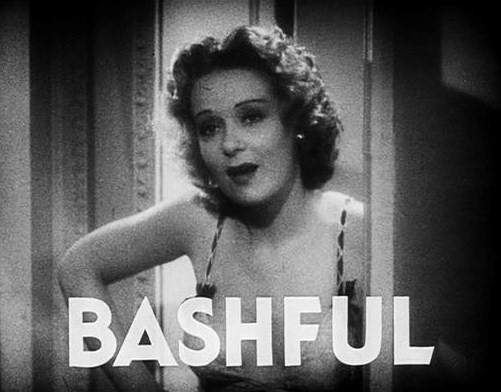
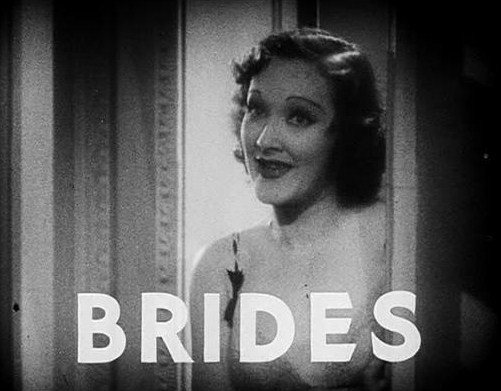

- "Honeymoon Hotel" - ハリー・ウォレン(作曲)、アル・ダビン(作詞)
- 上海リル "Shanghai Lil" - ハリー・ウォレン(作曲)、アル・ダビン(作詞)
- "By a Waterfall" - サミー・フェイン(作曲)、アーヴィング・カール(作詞)
- "My Shadow" - サミー・フェイン(作曲)、アーヴィング・カール(作詞)
- "Ah, the Moon Is Here" - サミー・フェイン(作曲)、アーヴィング・カール(作詞)
- "Sitting on a Backyard Fence" - サミー・フェイン(作曲)、アーヴィング・カール(作詞)

出典:

## 制作
元々ヴォードヴィルやブロードウェイに出演していたキャグニーは、ワーナーの重役たちにこの作品の主役を懇願し、映画でダンスを披露する最初の作品となった。1931年の『民衆の敵』で撮影3日でエドワード・ウッズと役が交代になり、ギャングの役柄の印象が定着していた。これによりスターとなったキャグニーはキャリアを通してギャングの役を演じた。
キャグニーが演じたチェスター・ケントは当時興行主として有名であったチェスター・ヘイルをモデルにし、事務所はヘイルが所属していたロサンゼルスのプロローグ制作会社フランチョン&マルコのサンセット・ブルバードの事務所をモデルにした。
当初の配役ではスタンリー・スミスが子役で出演する予定であったが、ディック・パウエルと交代となり、『四十二番街』、『ゴールド・ディガース』に続きルビー・キーラーと共演した3作目となった。最初の2作ともワーナーのバークレーのミュージカル映画である。
当初振付はバークレーでなくラリー・セベロスであり、セベロスはバークレーとワーナーを$100,000で契約不履行で訴えた。
グールド夫人役は当初ルース・ドネリーでなくドロシー・テナントが配役された。他の役でもユージン・ポーレット、ジョージ・ダブス、パトリシア・エリスなどの名が挙がっていた。
カリフォルニア州バーバンクにあるワーナーのスタジオで見積$703,000(2012年の貨幣価値で約$13,000,000)で撮影された。1933年9月30日にプレミア公開され、10月21日に一般公開された。
$819,080の利益を上げ、この年ワーナーで最も成功した映画の1つとなった。

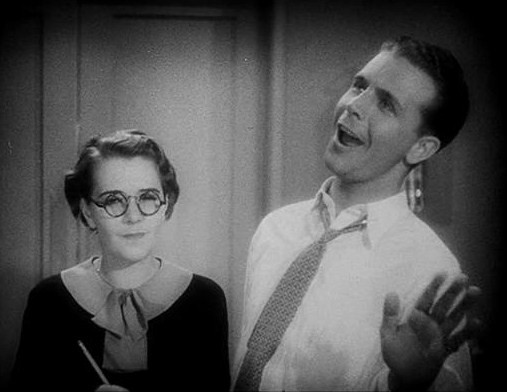
ビー(ルビー・キーラー)とスコッティ(ディック・パウエル)

## 宣伝
他の多くのプレコードの映画と同様、露出の高い女性の描かれたポスター、ロビーカード、ジョーン・ブロンデルの宣材写真が使用された。

## プレコード時代のシーン
プレコード時代に制作されていたため、売春への言及や卑猥な言葉などユーモアが際どいことがあった。例えばディック・パウエル演じるスコットは他の女性と恋に落ちるまでグールド夫人に「囲われている」ことになっていた。ジョーン・ブロンデル演じるナンは、ケントを横取りしようとするルームメイトに他の職業を勧める。「上海リル」ではリルおよび他の女性たちは波止場の酒場や阿片窟の売春婦であることが明白である。ヒュー・ハーバート演じるチャールズはケントのショーを検閲し、人形に服を着させるなど再三やり直しを命じる。ナンがヴィヴィアン・リッチを紹介する際、「Bitch」と言いそうになり言い直す。

## 評価
アメリカン・フィルム・インスティチュートより以下のように認められた。
- 1992年: アメリカ議会図書館によるアメリカ国立フィルム登録簿
- 2006年: ミュージカル映画ベスト – ノミネート[24]